# Princípio do usuário-pagador
O princípio do usuário-pagador é um princípio jurídico que rege o Direito Ambiental brasileiro.
O conteúdo deste princípio é expresso pelo dever daqueles que usam os recursos naturais em pagar pelo uso, inclusive quando não estiverem poluindo. Busca-se, assim, a gestão sustentável de recursos escassos. É um dos objetivos da Política Nacional do Meio Ambiente.